# Academia Estatal de Coreografia de Moscou
A Academia Estatal de Coreografia de Moscou (em russo:  Московская государственная академия хореографии - abreviado como МГАХ) é uma das mais antigas e prestigiosas escolas de balé do mundo; Localizada na capital russa, tem sede no imponente Teatro Bolshoi. 
Informalmente a instituição é conhecida como Academia de Balé Bolshoi, Companhia de Balé Bolshoi ou simplesmente Balé Bolshoi.